# Hálózati hányados

## Hálózati hányados
Bármely térség pontjait, elemeit vizsgálva a geometriai (légvonal) távolságok esetében a geometriai középponthoz közeli települések átlagtávolsága bizonyul a legkisebbnek, míg az ettől távoli, elsősorban határmenti térségek átlagtávolsága a legnagyobbnak. Ez a módszer azonban csak nagyon minimális mértékben ad tájékoztatást a települések hálózati helyzetéről, vagy a térségben kiépült hálózatok fejlettségéről. Ilyen tartalmú kérdésekre ad választ a hálózati hányados vizsgálata, mely mutató gyakorlatilag semlegesíti a földrajzi fekvésből származó hatásokat, és így lehetővé teszi a hálózatok, a hálózati helyzet önmagában való vizsgálatát. A hálózati hányados két különböző típusú távolságadat arányaként számítható, például:
Hkj = Dkj / Dgj ; Hvj = Dvj / Dgj
ahol 
Hkj = a j. település közúti hálózati hányadosa
Hvj = a j. település vasúti hálózati hányadosa
Dgj ,Dkj ,Dvj = a j. pont átlagos légvonal, közúti és vasúti távolsága a többi ponttól.

### Közúti hálózati hányados
A közúti hálózati hányados a közúthálózati átlagtávolság és a geometriai átlagtávolság hányadosaként számítható ki (közúton mért távolság/légvonalbeli távolság). A mutató azt fejezi ki, hogy a közúti elérhetőség hányszoros a minimális úthosszhoz képest.
A vizsgálat szempontjából Magyarország leghátrányosabb helyzetű területe a Szobtól Ipolytarnócig húzódó határmenti térség. A hidak hiánya, az orográfiai akadályok és a határmegvonás hátrányos hatásai legerősebben és legnyilvánvalóbban a leginkább „sarokba szorított” településeken összegződnek, így válik Szob Magyarország leghátrányosabb közúti fekvésű településévé (1,35).

### Vasúti hálózati hányados
A vasúti hálózati hányados a vasúthálózati átlagtávolság és a geometriai átlagtávolság hányadosaként számítható. A mutató azt fejezi ki, hogy a vasúti elérhetőség hányszoros az optimális úthosszhoz képest.
A vasúti hálózati hányados értékei Magyarországon, a hálózat hézagosabb kiépítettségének következtében magasabbak, mint a közúthálózat értékek. Ebben az esetben is Budapest a legkedvezőbb hálózati fekvés település (1,26), a legrosszabb helyzetben viszont a DK-baranyai térség van, ahol Mohács vasúthálózati átlagtávolsága majdnem kétszerese a geometriai átlagtávolságának (1,95).